# دانشگاه جرج فاکس

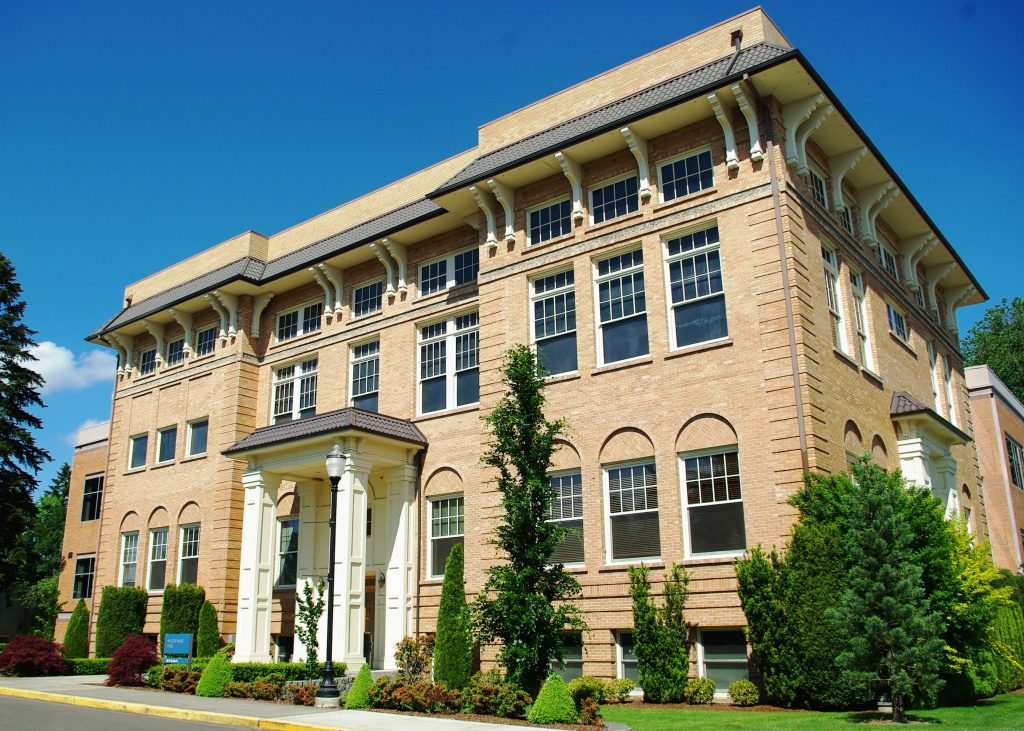
ساختمان وودمار

دانشگاه جرج فاکس (به انگلیسی: George Fox University) دانشگاهی خصوصی و مذهبی (مسیحی) است که در رشته‌های هنرهای آزاد و علوم ارائه آموزش می‌دهد. دانشگاه در «نیوبرگ» اورگن واقع شده‌است.
در سال تأسیس یعنی سال ۱۸۸۵ دانشگاه با عنوان «انجمن مذهبی دوستان» شروع به فعالیت نمود.
در حال حاضر بیش از ۳۰۰۰ دانشجو در این دانشگاه مشغول تحصیل می‌باشند. دوره‌های لیسانس این دانشگاه شامل رشته‌های روانشناسی، بازرگانی، آموزش و پرورش، مشاوره و آموزش‌های مذهبی می‌باشد.